# Glasgow Academicals Rugby Football Club
Dernière mise à jour : 27 février 2013.
Le Glasgow Academicals RFC est un club écossais de rugby à XV situé à Glasgow. Fondé en 1866, il est l'un des plus vieux clubs de rugby du Royaume-Uni.

## Histoire
La Glasgow Academy adopte le rugby dès 1851, mais le club chargé de le représenter, Glasgow Academicals, n'est fondé qu'en 1866, ce qui en fait tout de même l'un des plus vieux du Royaume-Uni. Il est dès lors l'un des plus prestigieux clubs d'Écosse. Dès 1867, il affronte chaque année le West of Scotland FC dans ce qui est considéré comme le plus ancien affrontement régulier entre deux équipes de rugby. En 1870, les Accies se rendent en Angleterre et affrontent Manchester et Liverpool. À la suite de cette tournée, quatre clubs écossais, dont les Glasgow Accies, sollicitent du meilleur club anglais de l'époque, le Blackheath RC, un affrontement entre les meilleurs joueurs de chaque nation. Et c’est ainsi que le premier match international de l’histoire a lieu en 1871 entre l'Écosse et l'Angleterre à Édimbourg. Glasgow a cinq joueurs sur le terrain et cinq autres participent au premier match international à XV contre l’Irlande en 1877.
En 1873, Glasgow Academicals participe à la fondation de la fédération écossaise. En 1878, il est le premier club écossais à jouer à Londres, où il bat le Blackheath RC. Nombre de ses joueurs font partie de l'équipe de Glasgow qui affronte chaque année la sélection d'Édimbourg. En 1997, il fusionne avec le Glasgow High Kelvinside RFC pour créer le Glasgow Hawks RFC. Il redémarre sous son ancien nom en 2001 et évolue actuellement en cinquième division.

## Palmarès
- Champion d'Écosse (non officiel) en 1873, 1874, 1875, 1904, 1905, 1913, 1914, 1922, 1924[2], 1925, 1926, 1951, 1954, 1955[3], 1962
- Champion d'Écosse de troisième division en 1979

## Joueurs célèbres
Le club a fourni 82 joueurs à l’Équipe d’Écosse. En 1871, le club est représenté par 4 joueurs lors du tout premier match international de l'histoire : William Brown, Thomas Chalmers, John Arthur et Daniel Drew.
En 1926, quatre d’entre eux participent à la première victoire écossaise sur l’Angleterre au Stade de Twickenham. Trois d’entre eux jouent pour les Lions britanniques, comme Herbert Waddell.
Autres joueurs :
- James Nelson